# Gran Orden Francisco Morazán
La Gran Orden Francisco Morazán es la condecoración más alta otorgada por el Estado salvadoreño. Instituida por el Gobierno de El Salvador, esta distinción honra a personalidades nacionales o extranjeras que han realizado aportes eminentes en favor de la humanidad, la paz, la democracia o la integración centroamericana.
La orden lleva el nombre de Francisco Morazán, destacado político, militar y jefe de Estado salvadoreño durante la época de la Federación Centroamericana, en reconocimiento a su legado como defensor de los ideales unionistas y republicanos en el istmo.

## Descripción
De acuerdo con el Decreto Ejecutivo n.º 2021-001, emitido durante la administración del presidente Nayib Bukele, la Gran Orden Francisco Morazán puede ser conferida a cualquier persona, salvadoreña o extranjera, como reconocimiento a servicios eminentes prestados a la República de El Salvador, o por la posesión de virtudes destacadas en los ámbitos cívico, humanitario, científico, literario o artístico.
La condecoración constituye la más alta distinción del Estado salvadoreño y puede ser otorgada sin distinción de nacionalidad. El Presidente de la República de El Salvador ejerce la dignidad de Gran Maestre de la orden, siendo la autoridad suprema responsable de su concesión.

## Historia
La Gran Orden Francisco Morazán fue establecida como la más alta condecoración del Estado salvadoreño el 13 de enero de 2021, mediante el Decreto Ejecutivo n.º 2021-001, emitido por el presidente de la República, Nayib Bukele. Su creación tuvo como objetivo reconocer a individuos —salvadoreños o extranjeros— que se destaquen por servicios eminentes prestados a la nación, así como por virtudes cívicas, humanitarias, científicas, literarias o artísticas.
La primera imposición de la orden tuvo lugar el 18 de enero de 2021, cuando fue conferida por el presidente Bukele al embajador saliente de los Estados Unidos en El Salvador, Ronald D. Johnson, en reconocimiento a su labor diplomática durante su misión en el país.
Posteriormente, el 15 de septiembre de 2024, la orden fue otorgada de manera institucional a la Fuerza Armada de El Salvador, coincidiendo con las celebraciones del aniversario de la independencia nacional.
El caso más reciente registrado corresponde al 30 de julio de 2025, fecha en la cual fue condecorado el embajador de los Estados Unidos en El Salvador, William H. Duncan, por su contribución al fortalecimiento de las relaciones bilaterales entre El Salvador y los Estados Unidos.

## La medalla

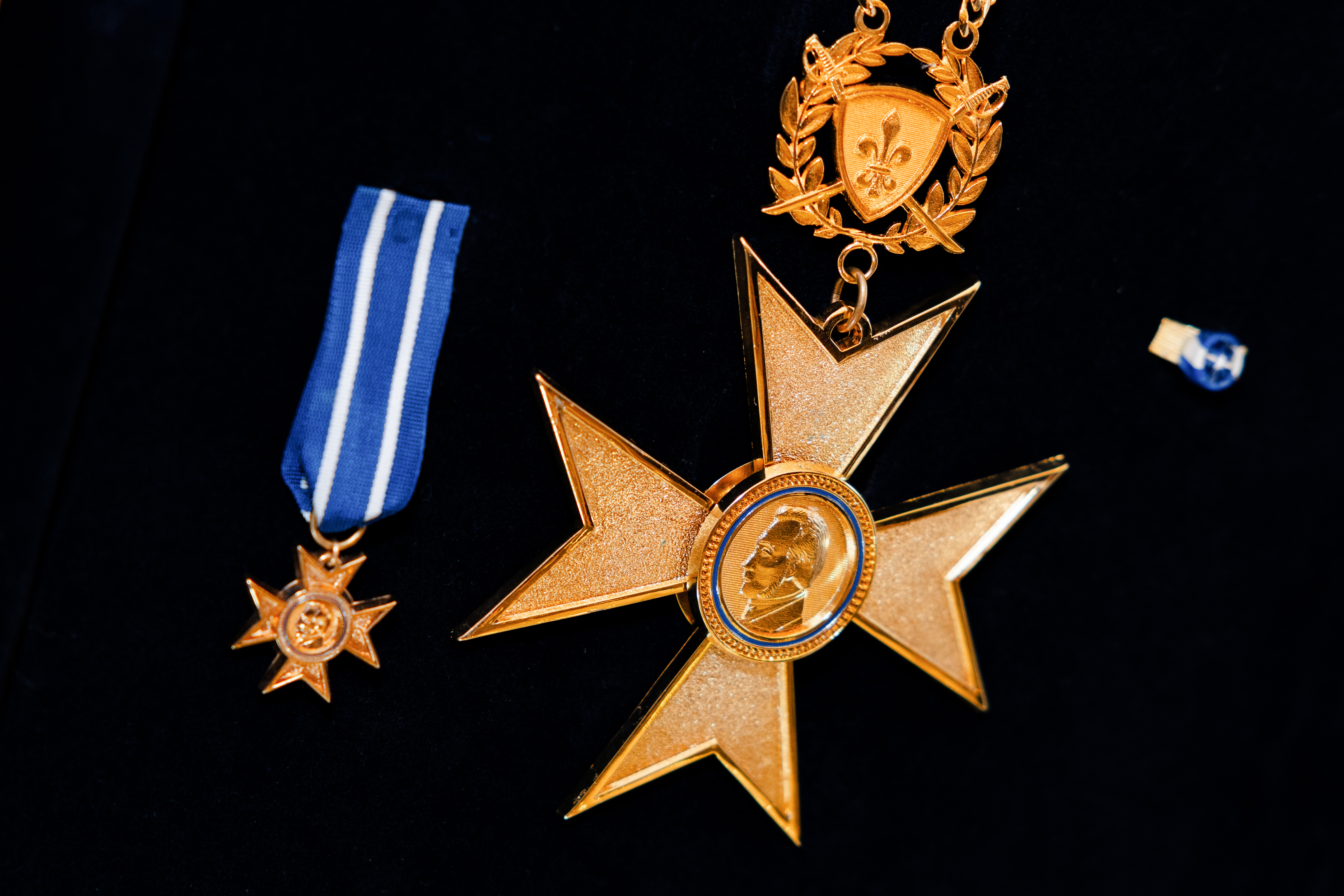
Medalla de la Gran Orden Francisco Morazán.

La insignia de la Gran Orden Francisco Morazán presenta la forma de una cruz patada de cinco brazos esmaltada en color dorado, con bordes en relieve pulido. En el centro de la cruz se encuentra un medallón circular con el perfil de Francisco Morazán en altorrelieve, rodeado por un borde azul esmaltado con detalles en oro.
La parte superior de la insignia está rematada por un elemento ornamental en forma de guirnalda dorada compuesta por ramas de laurel, flanqueada por espadas cruzadas y coronada por un escudo triangular con un flor de lis al centro, símbolo heráldico asociado con ideales de nobleza y virtud.
La medalla se acompaña de una versión en miniatura, colgante de una cinta de color azul con dos franjas blancas, destinada al uso civil o diario. 

## Listado de Personas que recibieron la Gran Orden Francisco Morazán
- Ronald D. Johnson, Embajador de Estados Unidos en El Salvador (18 de enero de 2021).[4]
- Fuerza Armada de El Salvador (15 de septiembre de 2024).
- William H. Duncan, Embajador de Estados Unidos en El Salvador (30 de julio de 2025).

## Galería
|                   |
| Ronald D. Johnson |

|                              |
| Fuerza Armada de El Salvador |

|                   |
| William H. Duncan |